# Isurium Brigantum

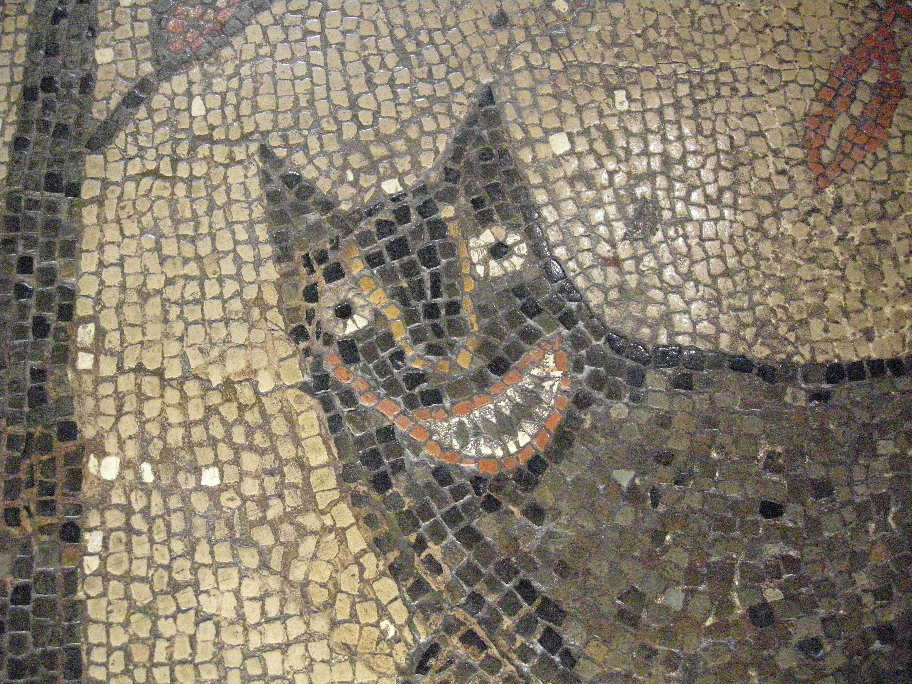
Ausschnitt eines Mosaiks, das in der Stadt gefunden wurde

Isurium Brigantum war eine römische Stadt in Britannien an der Stelle des heutigen Aldborough in North Yorkshire. Es war der Hauptort der civitas der Briganten.
Die Entstehung der römischen Stadt ist ungewiss, doch wird vermutet, dass es an ihrer Stelle in der zweiten Hälfte des 1. Jahrhunderts n. Chr. ein Militärlager gab. Zu dieser Zeit stand dort auf alle Fälle ein Dorf, in dem es sogar Steinbauten gab. Unter Hadrian kam es zur Stadtgründung, nachdem die ganze Region unter volle römische Kontrolle gelangt und befriedet war.
Die mit 22,3 Hektar relativ kleine Stadt erhielt einen Plan mit sich rechtwinkelig kreuzenden Straßen und zu einem unbekannten Zeitpunkt eine Stadtmauer mit wahrscheinlich vier Toren. Diese Stadtmauer wurde im 4. Jahrhundert n. Chr. renoviert.
Da die antike Stadt modern überbaut ist, ist nur wenig von der eigentlichen Bebauung bekannt. Im Zentrum wird das Forum vermutet, konnte aber noch nicht mit letzter Sicherheit identifiziert werden. Immerhin kamen im Zentrum der Stadt im Jahr 1770 die Reste einer 82 Meter langen Mauer zutage, die vielleicht zu einem Forum gehören. Im Westen der Stadt, direkt an der Stadtmauer, fand sich eine Badeanlage. Es ist unklar, ob sie zu einem privaten Haus, einem öffentlichen Bad oder zu einer Mansio gehörte. An verschiedenen Stellen der Stadt konnten Wohnbauten bei Grabungen angeschnitten werden. Diese waren teilweise mit Mosaiken und Hypokausten ausgestattet und belegen einen gehobenen Wohnstandard. Etwas außerhalb der Stadtmauern, im Norden wurde ein 2,7 × 1,8 Meter großes Becken gefunden, ähnliche Strukturen kamen am Ost und Westtor der zutage. Vielleicht handelt es sich um Zisternen, wobei unklar ist woher sie das Wasser erhielten.
Über das Ende der römischen Stadt im 5. Jahrhundert n. Chr. ist so gut wie nichts bekannt.